# Conte de la Princesse morte et des sept chevaliers
Le Conte de la Princesse morte et des sept chevaliers (en russe : Сказка о мёртвой царевне и о семи богатырях,  Skazka o miortvoï tsarevne i o semi bogatyriakh) ; en orthographe précédant la réforme de 1917-1918 : Сказка о мёртвой царевнѣ и о семи богатыряхъ) est un conte merveilleux en vers d'Alexandre Pouchkine, écrit en 1833.

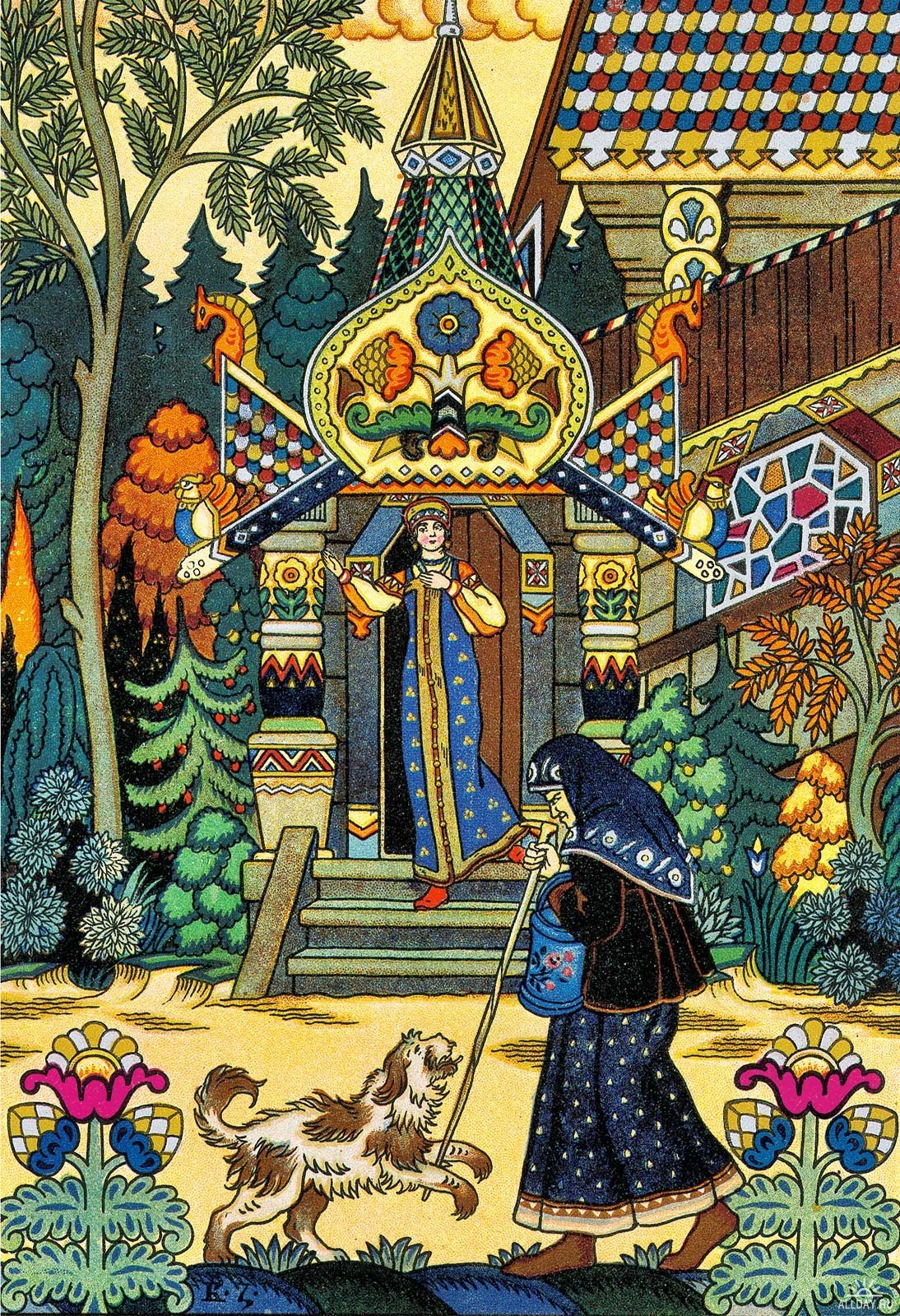
Illustration de Boris Zvorykine (1925).

L'histoire est très proche de celle de Blanche-Neige, publiée par les frères Grimm en 1812 dans les Contes de l'enfance et du foyer, tout en incorporant des traits typiques des contes russes traditionnels.

## Forme
De même que le Conte du Tsar Saltan, du même auteur, le conte se présente comme un long poème (552 vers) en chorées de 7 ou 8 syllabes, à rimes plates. Il est constitué de parties inégales séparées typographiquement par des interlignes.

## Historique
Pouchkine a rédigé ce conte à l'automne 1833 à Bolchoe Boldino. Il a été publié en 1834 dans la revue Biblioteka dlia tchteniïa (Bibliothèque pour la lecture ; tome II, section I).
Une traduction en français, due à l'émigré russe Nicolas Séménow (ru) (1833-1886), est parue à titre posthume à Paris en 1887, dans un recueil de récits intitulé Aglatine.

## Résumé
Dans un paysage de neige, une reine guette à sa fenêtre le retour du roi son époux. Celui-ci réapparaît alors qu'elle vient de mettre au monde une fille, mais elle en meurt d'émotion. Le tsar, d'abord inconsolable, se remarie au bout d'un an avec une princesse très belle mais fière et jalouse, qui se fait régulièrement confirmer par son miroir magique qu'elle est la plus belle femme au monde.
Toutefois la jeune princesse grandit et embellit, et se fiance au prince Elisseï. Le miroir doit alors reconnaître que c'est la jeune princesse la plus belle : la reine, furieuse, ordonne à sa servante, la Noiraude, de conduire cette dernière dans la forêt et de l'y attacher pour qu'elle soit dévorée par les loups. Mais la servante se laisse attendrir et l'abandonne, libre. Le tsar est consterné par la disparition de sa fille, et le prince Elisseï, son fiancé, part à sa recherche.
Cependant la princesse, à force d'errer, parvient à une grande maison (terem) où l'accueille un chien affectueux. Ne rencontrant personne à l'intérieur, elle entreprend de mettre la demeure en ordre et de préparer le repas pour le retour de ses habitants, puis s'endort. Sept bogatyrs (preux chevaliers) frères se présentent, agréablement surpris de trouver la maison en ordre, puis de rencontrer la jeune fille. Ils l'invitent à rester sur place tandis qu'ils guerroieront, revenant régulièrement au foyer.

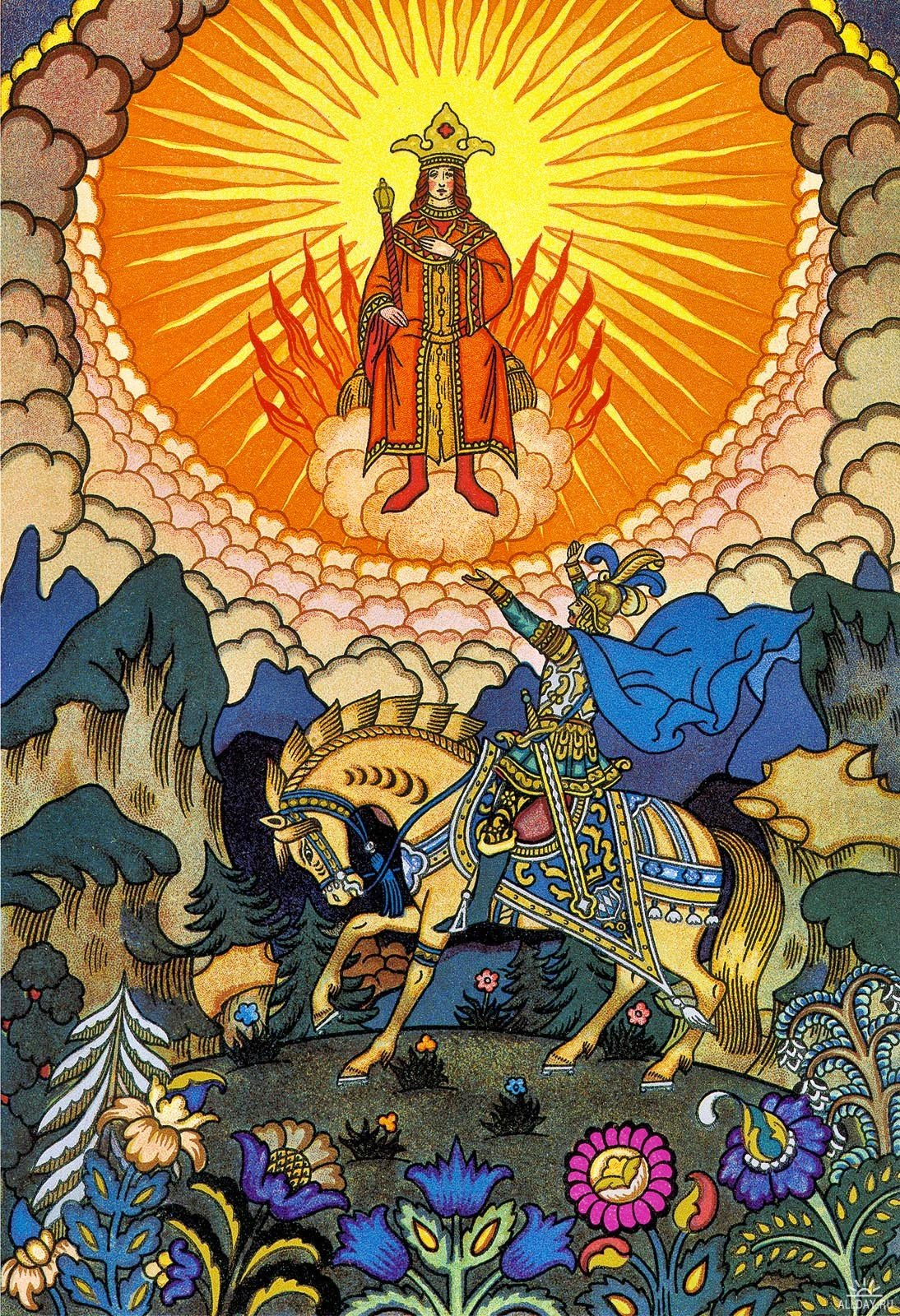
Elisseï interroge le Soleil (Boris Zvorykine).

Les jours passent. Un jour les sept frères, tous épris d'elle, lui demandent de choisir entre eux : mais elle leur révèle que, si elle les aime tous comme ses propres frères, elle est fiancée au prince Elisseï, et les chevaliers se résignent.
Au palais, la reine découvre, par le biais de son miroir, que la princesse a survécu et la surpasse toujours en beauté. Elle s'en prend à la servante qui doit lui avouer qu'elle a laissé la vie sauve à la princesse, et elle la menace des pires châtiments si elle ne la fait pas mourir. La servante alors, déguisée en mendiante, se présente devant la maison des sept chevaliers pour tenter la jeune fille avec une pomme empoisonnée. Elle doit affronter le chien de la maison, qui cherche à tout prix à empêcher la princesse d'accepter le présent ; mais celle-ci finit par mordre dans la pomme, et tombe aussitôt inanimée.
Au retour des chevaliers, le chien, démonstrativement, se jette sur les restes de la pomme et tombe mort à son tour. Ils s'apprêtent à enterrer la princesse, mais elle est restée si fraîche qu'ils ne peuvent s'y résoudre, et la placent dans un cercueil de cristal qu'ils enchaînent dans une grotte. Au palais, le miroir déclare désormais à la reine que c'est elle la plus belle.
Dans sa quête de sa fiancée, Elisseï interroge successivement le Soleil, la Lune et le Vent : ce dernier enfin lui révèle l'emplacement du cercueil. Elisseï le découvre et le brise, et la belle, ouvrant les yeux, soupire : « Oh ! Que j'ai dormi longtemps ! » Tous deux s'apprêtent à regagner ensemble leur pays.
Le miroir, une fois de plus interrogé par la reine, rend le verdict fatal : c'est la princesse la plus belle. Cette fois, la reine en meurt de fureur ; Elisseï épouse la princesse, et il s'ensuit un grand banquet, auquel le conteur dit avoir participé.

## Commentaires et analogies
Le conte, répandu dans de nombreuses cultures, ressort de la catégorie AT 709 (Snow-White, Blanche-Neige) de la classification Aarne-Thompson.

### La version des Grimm et celle de Pouchkine
Outre la forme (vers au lieu de prose), la principale différence qui apparaît, dès le titre, avec la version des frères Grimm, concerne les sept chevaliers (bogatyrs) qui remplacent ici les sept nains. Tandis que les nains partent chaque jour au travail, extrayant le minerai de la montagne, les chevaliers s'en vont à la chasse et à la guerre.
Parmi les autres principales différences dans le scénario :
- la scène initiale du conte de Grimm, qui combine les couleurs du cadre d'ébène et du sang sur la neige (couleurs de l'enfant désiré, et motif traditionnel très ancien), est ici réduite à la seule évocation de la neige que la reine contemple de sa fenêtre[3].
- chez Grimm, la méchante reine confie à un chasseur le soin de tuer Blanche-Neige dans la forêt, et de lui rapporter ses poumons et son foie. Ici, elle demande à sa servante d'attacher la princesse sous un pin dans la forêt, afin que les loups la dévorent. Dans les deux cas, l'exécuteur prend pitié de la jeune fille et l'abandonne libre.
- dans le conte allemand, la reine se déguise elle-même pour tromper Blanche-Neige, et cette scène fait l'objet d'un triplement (étouffement par un lacet, empoisonnement par un peigne, puis par une pomme). Pouchkine n'a conservé que la scène de la pomme, et c'est la servante qui joue le rôle de la sorcière.
- le chien[4], totalement absent du conte de Grimm, joue ici un rôle important : c'est lui qui accueille la princesse lorsqu'elle parvient à la maison des chevaliers, mais surtout c'est lui qui s'efforce de la détourner d'accepter la pomme des mains de la fausse mendiante (laquelle le traite de « maudit chien »), et qui fait comprendre aux chevaliers, à leur retour, ce qui s'est passé. Alors qu'habituellement dans les contes, les animaux parlent[5], le chien ici est représenté de façon réaliste, il se comporte comme un chien véritable[6].
- le prince (Elisseï) joue ici un rôle bien plus important que chez Grimm. Il est déjà fiancé à la princesse avant que celle-ci ne soit emmenée dans la forêt, et elle le rappellera aux chevaliers[7] qui sont tombés amoureux d'elle (motif absent du conte de Grimm). Il fera ensuite tout pour la retrouver, au point d'aller demander au Soleil, à la Lune et au Vent[8] de l'aider à la localiser. Chez Grimm, le prince ignorait l'existence de Blanche-Neige, dont il découvre le cercueil par hasard.
- Chez Grimm, le prince, lorsqu'il découvre Blanche-Neige dans son cercueil, propose aux nains de leur acheter le cercueil et son occupante fort cher, mais les nains, qui ont bon cœur, le lui cèdent pour rien. Chez Pouchkine, à partir du moment où les chevaliers ont installé le cercueil dans une caverne, il n'est plus question d'eux, et la rencontre entre le prince et la belle endormie se fait sans eux.
- La scène finale de la punition de la marâtre, qui chez Grimm doit danser jusqu'à la mort avec des souliers de fer chauffés à blanc est absente chez Pouchkine : la reine meurt du choc qu'elle éprouve en revoyant la princesse.

En revanche, les interventions du miroir magique sont similaires dans les deux versions.
On note aussi que l'héroïne n'est ici pas nommée (Pouchkine la désigne comme « la jeune fille », « la fille du tsar » ou « la princesse », « la belle », « la jeune fiancée », etc.), alors que son promis, le prince Elisseï, l'est (c'est même le seul personnage nommé dans le conte, si l'on excepte la servante Tchernavka, surnom signifiant « la Noiraude »).
Pouchkine a parsemé sa version d'expressions fréquentes dans les contes russes. Ainsi, lorsque les chevaliers demandent à leur hôte de se montrer, ils utilisent une formule rituelle : « Si tu es un homme d'âge avancé, tu seras notre oncle ; si tu es un jeune homme au teint vermeil, tu seras notre frère ; si tu es une femme âgée, tu seras notre mère, et si tu es une belle jeune fille, tu seras notre sœur chérie ». Les adresses d'Elisseï aux astres et au vent appartiennent au registre épique, proche de celui des bylines. Lorsque la princesse se réveille, elle utilise également une formule consacrée : « Que j'ai dormi longtemps ! », alors que chez Grimm, elle s'écrie « Mon Dieu ! Où suis-je ? ». De même, la conclusion de Pouchkine est typique des contes russes : « Et personne depuis l'origine du monde / N'avait vu pareil banquet ; / J'y étais, j'y ai bu de l'hydromel et de la bière, / J'y ai tout juste trempé mes moustaches. »

### Contes russes et slaves orientaux apparentés
Dans la collecte d'Afanassiev (Contes populaires russes), les contes n°s 121a et 121b, intitulés Le Miroir magique (Volchebnoïe zerkal'tse) reprennent le même thème. Le premier, recueilli dans le gouvernement de Grodno, est en biélorusse ; le lieu de collecte du second n'est pas précisé. Le conte 121b/211 mêle au conte-type AT 709 des éléments du conte-type AT 883A, La Jeune Fille innocente calomniée.
On trouve d'autres contes apparentés, notamment dans le Recueil de contes grand-russes d'Ivan Khoudiakov (1860 ; conte n° 16, Padtcheritsa, « La Belle-fille ») ; les Contes et Légendes de la région de Samara de Dmitri Sadovnikov (1884 ; conte n° 17, Spiachtchaïa dievitsa, « La Jeune fille endormie »), les Contes du nord de Nikolaï Ontchoukov (1908 ; conte n° 154, Elena Prekrasnaïa i matchikha, « Hélène-la-belle et la marâtre ») ou les Contes grand-russes du gouvernement de Perm, de Dmitri Zelenine (1914 ; conte n° 44, Pro Elenou Krassotou zolotoïou kossou, « Helène-la-belle à la tresse d'or »). Les chevaliers, ou les nains, peuvent y être remplacés par des brigands (razboïniki) ou des chasseurs (okhotniki), et le miroir magique par l'aurore (zaria), .

## Œuvres dérivées
- Dessin animé : Сказка о мертвой царевне и о семи богатырях, Ivan Ivanov-Vano, Soyouzmoultfilm, 1951
- Opéra du même nom de Viktor Plechak (1990 ; pour enfants), Théâtre du Conservatoire Rimsky-Korsakov de Saint-Pétersbourg[20]
- Film : Les Cloches d'Automne (Осенние колокола), Vladimir Gorikkier, 1978

## Édition française
- Contes  (trad. du russe par Hélène Vivier-Kousnetzoff), Ginkgo éditeur [« Petite Bibliothèque slave »]. Gravures de Mikhaïl Nesterov, 2023, 108 p. (ISBN 978-2-84679-498-5)